# Aloe verecunda
Aloe verecunda é uma espécie de liliopsida do gênero Aloe, pertencente à família Asphodelaceae.